# Mort Subite
Mort Subite is een Belgisch biermerk van Brouwerijen Alken-Maes te Kobbegem, een deelgemeente van Asse.

## Achtergrond
Voor de overname door Alken-Maes heette de brouwerij Brouwerij Mort Subite. Al haar bieren zijn gebaseerd op lambiek. Mort Subite is lid van de Hoge Raad voor Ambachtelijke Lambiekbieren (HORAL) en neemt ook deel aan de Toer de Geuze.

De bieren van Mort Subite zijn erkend als Vlaams-Brabants streekproduct.

## De bieren

### Huidige bieren
- Mort Subite Faro is een roodbruine faro met een alcoholpercentage van 4%. Faro is lambiek waaraan kandijsuiker is toegevoegd. De smaak is dan ook zachter dan die van lambiek. Vroeger werd deze drank veel gedronken, omdat hij goedkoper was dan lambiek, doch hij raakte in de vergetelheid. Toch bestaan er nog een aantal op de Belgische markt. Faro is door het Vlaams Centrum voor Agro- en Visserijmarketing (VLAM) erkend als streekproduct.[3] Bovendien is het een door de Europese Unie beschermd label of Gegarandeerde traditionele specialiteit (GTS).[4][5] Mort Subite Faro werd gelanceerd in februari 2004.[6]
- Mort Subite Original Gueuze is een geuze met een alcoholpercentage van 4,5%. Ook geuze is een Gegarandeerde traditionele specialiteit. Voordien was de naam Mort Subite Gueuze.
- Mort Subite Original Kriek is een kriekenlambiek (eveneens een Gegarandeerde traditionele specialiteit en Vlaams streekproduct) met een alcoholpercentage van 4,5%. Bij het rijpen op eiken vaten worden verse krieken toegevoegd. Voordien was de naam Mort Subite Kriek.
- Mort Subite Oude Gueuze is een oude geuze (een Gegarandeerde traditionele specialiteit) met een alcoholpercentage van 7%. Het is een mengeling van oude lambiek (minimaal 3 jaar oud) en jonge, gerijpt op eiken vaten.[7]
- Mort Subite Oude Kriek is een oude kriek (een Gegarandeerde traditionele specialiteit) met een alcoholpercentage van 6,5%. Bij een vergelijking van 10 oude krieken, kwam Mort Subite Oude Kriek er als de beste uit.[8]
- Mort Subite Witte Lambic is een lambiek met een alcoholpercentage van 5%. Het bier is vergelijkbaar met witbier, maar dan met spontane gisting.[9]
- Mort Subite Xtreme Kriek is een kriek op basis van lambiek met een alcoholpercentage van 4,3%. Het bier rijpt op eiken vaten met toevoeging van krieken. Het is erg zoet bier door toevoeging van zoetstoffen (Acesulfaam-K).[10] Het bier werd in 2002 gelanceerd onder de naam Louwaege’s Kriek, naar de toen overgenomen Brouwerij Louwaege.[11] In 2005 werd de naam gewijzigd in Xtreme Kriek. Tegelijk werden ook twee andere Xtreme-bieren gelanceerd.
- Mort Subite Xtreme Framboise is een fruitbier op basis van lambiek met een alcoholpercentage van 4,3%. Het bier rijpt op eiken vaten met toevoeging van frambozensap. Het is erg zoet bier door toevoeging van zoetstoffen (Acesulfaam-K). Voordien bestond dit bier onder de naam Mort Subite Framboise; dit had toen een alcoholpercentage van 4% en later 5%. In 2005 werd het toegevoegd aan de Xtreme-serie en werd de naam gewijzigd in Xtreme Framboise.

### Voormalige bieren
- Mort Subite Xtreme Manzana was een fruitbier op basis van lambiek met een alcoholpercentage van 4,2%. Manzana is Spaans voor appel. Het bier had dan ook een fruitige, zoete appelsmaak, maar werd toch gemaakt zonder toevoeging van appels. Het werd in 2005 gelanceerd samen met de twee andere Xtreme-bieren, maar verdween later terug.
- Mort Subite Cassis was een fruitbier op basis van lambiek en zwarte bessen, met een alcoholpercentage van 4%. In 2005 werd de productie gestopt.
- Mort Subite Pêche was een fruitbier op basis van lambiek en 20% perziken, met een alcoholpercentage van 4%. In 2005 werd de productie gestopt.

## Prijzen
- Mort Subite Oude Gueuze won in 2012 de gouden medaille op de World Beer Awards in de categorie World's Best Sour Beer
- Mort Subite Kriek won in 2012 de gouden medaille op de World Beer Awards in de categorie World's Best Kriek
- Mort Subite Oude Gueuze won goud op de World Beer Awards 2014 in de categorie World's Best Sour.[12]